# Szinkronúszás a 2024. évi nyári olimpiai játékokon
A 2024. évi nyári olimpiai játékokon a szinkronúszásban két versenyszámot rendeztek meg augusztus 5. és 10. között.

## Éremtáblázat
(A táblázatokban a rendező nemzet sportolói eltérő háttérszínnel, az egyes számoszlopok legmagasabb értéke vagy értékei vastagítással kiemelve.)
| A 2024. évi nyári olimpiai játékok éremtáblázata szinkronúszásban | A 2024. évi nyári olimpiai játékok éremtáblázata szinkronúszásban | A 2024. évi nyári olimpiai játékok éremtáblázata szinkronúszásban | A 2024. évi nyári olimpiai játékok éremtáblázata szinkronúszásban | A 2024. évi nyári olimpiai játékok éremtáblázata szinkronúszásban | Olimpia  |
| ----------------------------------------------------------------- | ----------------------------------------------------------------- | ----------------------------------------------------------------- | ----------------------------------------------------------------- | ----------------------------------------------------------------- | -------- |
|                                                                   | Ország                                                            | Arany                                                             | Ezüst                                                             | Bronz                                                             | Összesen |
| 1.                                                                | Kína (CHN)                                                        | 2                                                                 | 0                                                                 | 0                                                                 | 2        |
|                                                                   |                                                                   |                                                                   |                                                                   |                                                                   |          |
| 2.                                                                | Egyesült Államok (USA)                                            | 0                                                                 | 1                                                                 | 0                                                                 | 1        |
| 2.                                                                | Nagy-Britannia (GBR)                                              | 0                                                                 | 1                                                                 | 0                                                                 | 1        |
|                                                                   |                                                                   |                                                                   |                                                                   |                                                                   |          |
| 4.                                                                | Hollandia (NED)                                                   | 0                                                                 | 0                                                                 | 1                                                                 | 1        |
| 4.                                                                | Spanyolország (ESP)                                               | 0                                                                 | 0                                                                 | 1                                                                 | 1        |
|                                                                   |                                                                   |                                                                   |                                                                   |                                                                   |          |
| Összesen                                                          | Összesen                                                          | 2                                                                 | 2                                                                 | 2                                                                 | 6        |

## Érmesek
| A 2024. évi nyári olimpiai játékok érmesei szinkronúszásban | | | |
| Versenyszám                                                 | Arany | Ezüst | Bronz |
| Páros                                                       | Kína (CHN) · Wang Liuyi · Vang Csien-ji (Wang Qianyi) | Nagy-Britannia (GBR) · Kate Shortman · Isabelle Thorpe                                                                                               | Hollandia (NED) · Bregje de Brouwer · Noortje de Brouwer |
| Csapat                                                      | Kína (CHN) · Chang Hao · Feng Jü (Feng Yu) · Wang Ciyue · Wang Liuyi · Vang Csien-ji (Wang Qianyi) · Xiang Binxuan · Hsziao Jen-ning (Xiao Yanning) · Zhang Yayi | Egyesült Államok (USA) · Anita Alvarez · Jaime Czarkowski · Megumi Field · Keana Hunter · Audrey Kwon · Jacklyn Luu · Daniella Ramirez · Ruby Remati | Spanyolország (ESP) · Meritxell Ferré · Marina García Polo · Lilou Lluís Valette · Meritxell Mas · Alisa Ozhogina · Paula Ramírez · Iris Tió · Blanca Toledano |